# Manifiesto a la Nación (Enrique Gorostieta)
Manifiesto a la Nación es un texto escrito por el General Enrique Gorostieta Velarde, publicado el 4 de agosto de 1928 en Los Altos, Jalisco. Este texto expresa el descontento de la población debido a la falta de libertades para los católicos durante el periodo presidencial de Plutarco Elías Calles (1924-1928). A pesar de los problemas a los que se enfrentan los libertadores, Gorostieta busca motivar a la población a seguir luchando por lo que pide obediencia y lealtad.

## Antecedentes
El Episcopado mexicano no quedó conforme con los artículos 3,5,27 y 130 de la nueva Constitución de 1917 por lo que empezó la tensión entre el clero y los gobiernos de Álvaro Obregón y Plutarco Elías Calles.
Bernardo Bergöend creó la Asociación Católica de la Juventud Mexicana para fomentar entre los jóvenes el odio a la democracia y buscaba la restauración del poder de la Iglesia, al igual que otras organizaciones que la contraofensiva tenía a cargo.
Plutarco Elías Calles subió a la presidencia a sus 47 años el 30 de noviembre de 1924, el cual era descendiente de una familia terrateniente en Sonora. Fue maestro hasta que llegó la Revolución y se llegó a convertir en gobernador provisional de su estado natal. 
Incluso antes de su llegada a la presidencia, Calles ya era conocido como el político más anticlerical del país. Durante el gobierno de Álvaro Obregón fue secretario de Gobernación. Ambos buscaban establecer un programa de desarrollo económico de corte capitalista y nacionalista. El problema fue que ese tipo de nacionalismo provocó conflictos no solamente con Estados Unidos sino también con la Iglesia, ya que por una parte declaró retroactiva la Ley de Nacionalización de Tierras con lo cual afectó a inversionistas extranjeros, y por otra parte buscó cumplir estrictamente  los artículos que afectaban a la Iglesia.
La política anticlerical adoptada por Calles era legado el racionalismo del siglo XVIII y del liberalismo del siglo XIX, que fue combinado con la ignorancia política del Antiguo México.
Con La Ley Calles estalló el conflicto Iglesia-Estado ya que con ésta no solo se buscaba limitar y controlar el culto en México, sino que también se sometía la Iglesia al Estado. Dentro de su contenido se encontraba la suspensión de funciones para los clérigos extranjeros, registro de iglesias, prohibición del clero a dar opiniones políticas, clausura de escuelas religiosas, limitaba el número de sacerdotes a uno por cada seis mil habitantes y éstos se tenían que registrarse ante las autoridades municipales, entre otras.
Ante esta situación, el episcopado mexicano anunció la suspensión de cultos. Así comenzó la Guerra Cristera, durante la cual los ciudadanos respondieron violentamente y se enfrentaron al Estado y su ejército.

## Los Libertadores
Debido a la persecución del clero y la aparición de una Iglesia católica apostólica mexicana, se formó la Liga Nacional para la Defensa de la Libertad Religiosa bajo la dirección de Bernardo Bergöend, la cual buscaba poner resistencia ante el gobierno de Calles. Se nombró al General Enrique Gorostieta como el Jefe Civil del Movimiento Libertador, el cual  expresó los características y objetivos principales de los Libertadores en su texto del Manifiesto a la Nación.

### Características
- Luchan por un ideal firme.
- Justifican su combate como un medio de defensa por persecuciones tiránicas e injustas.
- Carecen de armas, organización, comida y vestimenta.
- Antes de 1927 no contaban con un plan de acción y jefes, tanto civiles como militares que unificaran el movimiento.

### Principales objetivos
- Reconquistar las libertades perdidas durante el presidencialismo de Calles. Libertad de conciencia y religiosa, libertad de enseñanza, libertad de asociación, libertad de trabajo, libertad de imprenta son solo algunas de las que se buscan recuperar.
- Restablecer de la Constitución de 1857 sin las leyes de reforma. Para las reformas a la constitución proponían que ya no fuera únicamente reformada según lo que dicen sus artículos, sino que se pueda lograr a base de un plebiscito.
- Tomar la capital para después reconstruir la política de la misma.

### Frases destacadas de los libertadores
- Castiga sin piedad a la maldad, pero no imites la crueldad de tus enemigos.
- Ama sin medida a Cristo rey y a la Virgen María de Guadalupe.
- Confía en el Señor y por tu esperanza en Él.
- Su programa queda simbolizado por el grito “¡Viva Cristo Rey!” y “¡Viva la Virgen de Guadalupe!” que resume la civilización y libertad cristianas.[7]
- Dios patria y libertad

La Liga Nacional para la Defensa de la Libertad Religiosa  y Calles no buscaban un arreglo sino aniquilar al otro. 

## El Manifiesto a la Nación
El Manifiesto fue redactado de la siguiente manera: 

1.-Hace más de dos años que el pueblo mexicano, harto ya de la oprobiosa tiranía de Plutarco Elías Calles y sus secuaces, empuñó las armas para reconquistar las libertades que esos déspotas le han arrebatado, especialmente la religiosa y de conciencia. Durante ese largo período, los “Libertadores” se han cubierto de gloria y los tiranos no han logrado otra cosa que hundirse más en el cieno y la ignominia, al pretender ahogar en sangre los pujantes esfuerzos de un pueblo que los detesta y que está decidido a castigarlos.
Cierto es que no se ha obtenido la victoria final, pues son muchos los recursos materiales con que cuentan nuestros opresores, pero también es verdad que así se ha probado al mundo que el pueblo ha empuñado las armas contra sus tiranos, no movido por un transitorio sentimiento de ira y de venganza, sino impulsado y sostenido por altísimos ideales. Los “Libertadores” han derramado generosamente y sin medida su noble sangre; la juventud, la edad viril, la ancianidad y hasta la niñez y la mujer, han escrito brillantísimas páginas que inundarán de gloria a las generaciones que nos sucedan y el triunfo nuestro, en esta lucha sangrienta contra la bárbara disolución bolchevista, será el cauterio para las Américas y tal vez el principio de la curación universal.
2.– Pasó a la Historia el valeroso gesto de Serrano y de Gómez, quienes acompañados de un grupo de revolucionarios se enfrentaron a los déspotas en defensa de un ideal que ayer fue bandera y a pesar de disponer de grandes recursos materiales, sucumbieron a los traidores golpes del puñal que en la sombra dirige el tirano, su antiguo amigo. Los “Libertadores” iniciaron su lucha antes que ellos, y su desventura, hija de pérfida traición, no acobardó a las fuerzas libertadoras, y el enemigo ha sido impotente para doblegar su inquebrantable fe, no obstante su pobreza, a pesar de que se les ha negado todo recurso exterior, a pesar de que muchos que deberían estar con ellos les han negado, cobardemente, su ayuda y cooperación.
3.– El Embajador de una nación poderosa que ha intentado resolver los problemas nacionales poniéndolos en armonía con los intereses de su patria, ha tenido que confesar después de una labor perseverante de nueve meses, que es imposible resolver esos problemas, si antes no se resuelve el primero: el de nuestra libertad. Porque entre tanto, el erario estará exhausto por las continuas sangrías que le ocasiona una guerra que no puede terminar sino con la caída del gobierno opresor.
4.– La actitud admirable de los “Libertadores” es tanto más asombrosa, cuanto que ha roto con las prácticas y los procedimientos que han seguido en México, cuantos han requerido las armas para defender sus derechos contra la autoridad o para satisfacer sus ambiciones.
Nuestros guerreros hasta ahora, han carecido de Jefe Supremo, de un Caudillo; y no han exigido para combatir contra los opresores de la patria, la adopción de un plan: esto, en un país de incurable caudillaje y en donde los planes y los programas son el obligado señuelo para los pueblos. Es indudable que esas circunstancias han sido una de las causas que han retardado la victoria, pero también demuestran que los “Libertadores” combaten por un ideal firmísimo que inflama su corazón y los sostiene en esta larga lucha: todo su programa, todas sus aspiraciones, han quedado simbolizados en un grito santo que sintetiza la civilización y la libertad cristianas,Y las bases fundamentales de la patria y de la nacionalidad: “¡Viva Cristo Rey!” y “¡Viva la Virgen de Guadalupe!”
5.– Sin embargo, es menester declararlo: aunque haya faltado un jefe visible y aunque no se haya cristalizado un programa, las más altas aspiraciones que agiten intensamente el alma de la patria; sus más nobles anhelos, sus sentimientos de dignidad ultrajados por los opresores han hallado un órgano para encausarse y organizarse; órgano creado por la viva necesidad sentida, y él se ha encargado hasta ahora, de un modo superior y casi invisible, de dirigir esos esfuerzos, de orientar esas aspiraciones, de hacerse cargo de todo el movimiento de resistencia contra los tiranos: la LIGA NACIONAL DEFENSORA DE LA LIBERTAD RELIGIOSA. Así ella, con todo derecho, se ha convertido en la genuina y legítima representación nacional.
6.– El desarrollo de los acontecimientos exige que se ponga ya remedio a las deficiencias apuntadas. Por eso, la misma Liga, respondiendo a las justificadísimas exigencias de los combatientes y de cuantos anhelan el derrumbamiento de los tiranos, y sujetándose con toda lealtad a las bases constitutivas de su existencia, ha resuelto que se dote al movimiento de defensa, tanto en el orden civil como en el militar, de jefes visibles que acaben de dar unidad a la acción libertadora, y que sepa el mundo de un modo concreto qué es lo que pretendemos, cuál es nuestro programa y la forma de realizarlo.
7.– Por esa causa, ha determinado nombrarme Jefe Militar del Movimiento Libertador y en nombre de la nación, me ha investido de las facultades necesarias en Hacienda y Guerra para cumplir con la ardua misión que me ha encomendado. Ella responderá ante la nación, ante la Historia y ante Dios de por qué me ha designado a mí.
Soy militar, conozco y siento la alta misión que me corresponde desempeñar en estos esfuerzos que la patria hace para recuperar sus libertades, y desde hace más de un año he abandonado todo, hasta lo que hay de más caro para el corazón del hombre y no puedo retroceder ante la orden que me impone la representación nacional. Acepto, pues, resuelto el cargo que se me confiere y desde ahora contraigo el formal compromiso, amparado con mi juramento de soldado, de ponerme a las órdenes del Jefe Civil del Movimiento Libertador, en el acto que se haga la designación respectiva y acatar sus disposiciones y resoluciones.
8.– El programa que adopta el Movimiento Libertador, de acuerdo con la Liga y que responde en un todo a mis convicciones, puede concretarse en esta sola palabra: LIBERTAD. Libertad de conciencia y religiosa, libertad de enseñanza, libertad de asociación, libertad de trabajo, libertad de imprenta: ¡Todas las libertades!
9.– Para alcanzar ese fin, se han tenido en cuenta las consideraciones que a continuación expreso, a efecto de escoger los medios de que el Movimiento Libertador debe valerse. No es menester romper con el pasado, aunque en él haya mucho de malo y deplorable. Durante sesenta años, la Constitución de 1857 fue la norma jurídica de la nación, la que sirvió de base a las relaciones internacionales, y aunque en verdad, no traduce el sentir real y efectivo del pueblo mexicano, es necesario fijar una base existente que sirva de punto de partida.
10.– Además, los acontecimientos actuales han proporcionado el medio de suprimir las asperezas que la vieja Constitución contenía. El pueblo mexicano, por medio de dos millones de firmas, ha manifestado de un modo indudable, su voluntad, en un plebiscito nacional. Este plebiscito fue emitido en momentos en que el alma de la patria podría revelarse de la mejor manera, porque no se trataba de plegarse a la voluntad del tirano, sino de enfrentarse con él. El número considerable de firmas, el corto tiempo en que se recogieron y los obstáculos, muchas veces vencidos heroicamente, que los opresores y sus secuaces opusieron para que el pueblo aclamase por ese medio su libertad, son razones concluyentes para reconocer y declarar que, desde luego, deben tenerse por incorporadas en la Constitución las reformas pedidas el día 6 de septiembre de 1926 por los Ilustrísimos Prelados Mexicanos, y las ampliaciones contenidas en el “Memorial de los Católicos” presentado a las Cámaras el día 3 de septiembre de 1928. He ahí un caso en que debe aplicarse el precepto contenido en el artículo 39 constitucional, porque la soberanía del pueblo no sólo debe ejercitarse para determinar la forma de gobierno, sino las bases que norman el pacto fundamental. El pueblo entonces, ejercitó su soberanía y expresó clara y terminantemente su firme voluntad.
11.– Pero si la voluntad de la nación se ha expresado ya una vez, debe conservarse expedita la vía para manifestarse. Si las leyes se dan por la sociedad y, para la sociedad, la sociedad puede manifestar su voluntad soberana, no sólo por medio de sus representantes, que muchas veces soy infieles o malos intérpretes, sino directamente, por medio del “referéndum” y del “plebiscito”. Por eso, desde ahora, se reconocerá que la Constitución podrá ser reformada no solo por el procedimiento único que ella señala en el penúltimo de sus artículos, sino por votación directa, por medio del “plebiscito” y del “referendum.”
12.– Si es cierto que no debemos romper con el pasado, también es cierto que debemos tener clara conciencia de las necesidades actuales y de la evolución que los pueblos van teniendo en el sentido de elevar a las clases populares. Esa tendencia, esas aspiraciones, deben ser reconocidas y son aceptadas por los “Libertadores” sin temor. Todavía más, ellos, que no son otra cosa que el pueblo mismo, verdaderos representantes de la clase humilde por ser salidos de ella y por ser ella la que los sostiene y los alienta en esta epopeya contra la barbarie, para cumplir hasta con un deber de mera gratitud, declaran: QUE EXIGIRAN CATEGORICAMENTE Y TENDRAN COMO VALIDAS, cuantas disposiciones se hayan dado por gobiernos revolucionarios o no revolucionarios, en favor de las clases populares, sin más límite que el que impongan en cada caso el derecho natural y la justicia.
Refiriéndonos al llamado problema agrario, declaramos: que habiendo la revolución creado ciertos intereses más o menos ilegítimos, cuyo desconocimiento lastimaría el bien público en grado sumo, nuestra autoridad tomará medidas conducentes a lograr un convenio equitativo entre expropiados y despojadores y sentará las bases para que aquéllos reciban la justa indemnización y éstos, títulos de origen sin tilde o lacra.
13.– Cuando las naciones pasan por los duros y gloriosos trances porque va atravesando nuestra patria, toman resoluciones radica- les en su vivo anhelo de salvarse. Con todo valor debemos ver el porvenir, no sólo para aceptar con los brazos abiertos las reformas sociales en el mundo del trabajo, sino también para aceptar entusiasmados la colaboración que la mujer debe prestar en los trabajos de redención patria. Ella ha sido, sí, y hay que declararlo con legítimo orgullo, la que en gran parte ha despertado la conciencia nacional: la que ha llevado a los hombres, en estos días de prueba, a la cúspide del heroísmo; la que, con una perseverancia y un, valor sin igual, ejecuta a diario; en forma admirable, actos heroicos que permanecen ocultos, pero que algún día serán inmortalizados por las artes en sus más elevadas manifestaciones. La mujer mexicana, la bendita guardiana de la santidad del hogar y de las patrias tradiciones, no podía permanecer indiferente en esta lucha. Y si ha sido el agente poderoso y decisivo en los momentos de defensa, tiene todo derecho para continuar desarrollando, vigorosa y resuelta, su acción salvadora, en la hora de la reconstrucción nacional. Mentira que sólo los hombres estamos interesados en resguardar las instituciones fundamentales; que seamos los únicos destinados a éllo: para defender la santidad del hogar, nada tan grande y formidable como el corazón y las virtudes de una esposa y de una madre mexicanas. Por eso, siguiendo las modernas tendencias democráticas, es de justicia que la mujer pueda emitir su voto cuando se trata de decidir de la vida de la nación y de la libertad; cuando el pueblo en ejercicio de su soberanía, manifieste su voluntad en los “referéndum” y en los “plebiscitos.”
14.– Como se ve, estas bases sólo pueden desagradar y despertar aversión entre los opresores y los que por interés o por vileza de alma aman la tiranía. Es bien sabido que los tiranos y sus amigos del exterior quieren hacernos aparecer, a los que luchamos con las armas en la mano, como promoviendo una anacrónica guerra de religión. Mentira: luchamos por todas las libertades, por la dignidad humana ultrajada y por la civilización. Que no se asombren ni se escandalicen los defensores de los tiranos: los anacrónicos, los retrógrados, los fanáticos, los que quieren hacer retroceder a México hasta los tiempos de Huitzilopochtli, son ellos, los que odian la libertad y la civilización cristianas.
15.– Supuesto lo dicho se declara.
I.– Nombrado por la genuina representación nacional, asumo el cargo de Jefe Militar del Movimiento Libertador.
II.– El Movimiento Libertador, tanto en el orden civil como en el militar, queda sujeto, desde luego a las siguientes bases.
III.– Se confirma el desconocimiento que los “Libertadores” han hecho de todos los poderes usurpadores, así de la Federación como de los Estados.
IV.– Se decreta el restablecimiento de la Constitución de 1857 SIN LAS LEYES DE REFORMA; pero desde luego quedan incorporadas a sus preceptos y por tanto reformados los artículos correspondientes, las modificaciones que exigió el plebiscito nacional efectuado en 1926, respaldando el ocurso formulado por los Ilustrísimos Prelados Mexicanos, con fecha 6 de septiembre del mismo año, y las ampliaciones contenidas en el “Memorial de los Católicos” presentado a las Cámaras el día 3 de septiembre de 1928.
V.– La Constitución podrá ser reformada por el procedimiento establecido en el artículo 127 de la misma y por “plebiscito” y “referendum”, para que todos los ciudadanos, armados o no, puedan manifestar sus deseos y así el pueblo mexicano, tenga por fin, una Constitución verdaderamente suya, nacida de sus anhelos y tradiciones, y que corresponda a las necesidades populares.
VI.– En los casos en que se haga uso del “plebiscito” o “referendum”, la mujer mayor de edad tendrá obligación de votar.
VII.– Se tendrán como válidas cuantas disposiciones hayan sido expedidas hasta la fecha, que tengan por objeto reconocer el derecho de los hombres de trabajo para sindicalizarse, hacer valer sus derechos, defenderlos y mejorar su condición, siempre que sean justas.
La aplicación de dichas disposiciones será efectiva para aquellos en favor de quienes se expidieron y no en beneficio de favoritos.
VIII.– En materia de dotaciones ejidales, el Gobierno Libertador establecerá comisiones que arreglen convenios entre los ejidatarios y los propietarios y adoptará procedimientos adecuados para que la indemnización que se deba pagar a éstos sea efectiva y justa. Además, se continuará, donde sea necesario y útil para el bien común, la distribución de propiedades rurales; pero en forma justa y equitativa y previa indemnización; de este modo se procurará hacer la propiedad asequible al mayor número.
IX.– Nuestras fuerzas libertadoras se constituyen en “Guardia Nacional” nombre que usarán oficialmente en lo sucesivo, y el lema de la “Guardia Nacional” será “Dios, Patria y Libertad”.
X.– El Jefe Civil del Movimiento Libertador será nombrado por el Comité Directivo de la Liga Nacional Defensora de la Libertad Religiosa, previa consulta del sentir de la Guardia Nacional, y, entretanto, el Jefe Militar reconocerá como Autoridad Suprema a la persona que sea nombrada de común acuerdo entre el Comité Directivo y el Jefe Militar.
XI.– El Jefe Militar tendrá todas las facultades que sean necesarias en los ramos de Hacienda y Guerra.
XII.– Este plan no podrá ser modificado, sino de común acuerdo entre el Comité Directivo de la Liga Nacional Defensora de la Libertad Religiosa y el Jefe Militar.
XIII.–Una vez nombrado por el Comité Directivo de la Liga Nacional Defensora de la Libertad Religiosa el Jefe Civil, el Militar conservará las facultades que le corresponden y reconocerá en aquél la Autoridad Suprema del Movimiento Libertador.
XIV.– Al tomar la Capital de la República y restablecerse el orden en la nación, se procederá a la reconstrucción política de la misma, conforme a los preceptos de la Constitución de 1857.
MEXICANOS: EL MOVIMIENTO LIBERTADOR SE HA CONQUISTADO LA ENTUSIASTA ADMIRACION DEL MUNDO ENTERO, Y HAN SIDO VANOS LOS ESFUERZOS DEL TIRANO PARA OCULTAR LA VERDAD.
MEXICANOS: LOS “LIBERTADORES” DESNUDOS Y HAMBRIENTOS, CASI SIN ARMAS Y SIN ORGANIZACION, OBTIENEN VICTORIA TRAS VICTORIA SOBRE EL EJERCITO DEL DESPOTA; PLETORICO DE ELEMENTOS DE GUERRA. ¿QUE SIGNIFICA ESTO? QUE, ¿ACASO SOMOS OTRO PUEBLO O MEJORES SOLDADOS? NO. ES QUE LAS CAUSAS JUSTAS TRAEN DE INMEDIATO O A LA POSTRE, APAREJADO EL TRIUNFO. LA GUERRA DE INDEPENDENCIA, DESPUES DE ONCE AÑOS DE TERRIBLE LUCHA, DIO POR FRUTO LA ENSEÑA DE LAS TRES GARANTÍAS. LA SIMIENTE DE LA PIEDAD Y BAYACORA, FRUCTIFICARA MAÑANA EN NUESTRO TRIUNFO. LA FECUNDA SANGRE DE NUESTROS MARTIRES, EL VALOR, LA ABNEGACIÓN DE QUE HAN DADO PRUEBAS NUESTROS SOLDADOS SON SEGURO PRESAGIO DE LA VICTORIA. NO DESMAYEIS EN EL SOSTENIMIENTO DE LA SANTA LUCHA; NO OS CANSEIS DE PRESTARNOS LA GENEROSA AYUDA QUE VENIS IMPARTIENDONOS.
REVOLUCIONARIOS DE VERDAD: CAMPEONES DE UN PRINCIPIO, DEFENSORES DE UN IDEAL, QUE DESAFIASTEIS LAS IRAS DEL DESPOTA Y QUE SUFRIS PERSECUCION Y EXILIO; VENID, VENID A NUESTRAS FILAS, QUE NUESTRA BANDERA ES LA VUESTRA, LA BANDERA DE MEXICO. QUEREMOS QUE ELLA A TODOS NOS COBIJE. QUE NADIE QUEDE FUERA.
COMPAÑEROS DEL ANTIGUO EJERCITO, CAMARADAS DE CHAPULTEPEC: LA NACION OS CONTEMPLA Y MUY PRONTO DICTARA SU FALLO JUSTICIERO. AUN ES TIEMPO DE HACER OLVIDAR UNA CLAUDICACION QUE ENTREGO A LA SOCIEDAD, INERME, EN MANOS CRIMINALES. LA TROPA ESTA LISTA Y FORMADA. SOLDADOS MEJORES QUE AYER. VAN A ENTRAR EN COMBATE, DE HECHO YA ESTAN COMBATIENDO. CON TALES SOLDADOS, LA VICTORIA ES MUY FACIL SI CONTAMOS CON QUIEN LOS DIRIJA. LA NACION OS LO PREMIE. SI VAN SOLOS, TRIUNFARAN. ¡VIVE DIOS! PERO ARROYOS DE SANGRE COSTARA LA VICTORIA. “LA HISTORIA OS LO DEMANDE”.
Y VOSOTROS, COMPAÑEROS DE LUCHA! COMPAÑEROS DE DERROTAS! COMPAÑEROS DE SUFRIMIENTOS! VENCEDORES DE TRONERAS Y SAN JULIAN, DE JALPA, MANZANILLO Y ASIS! CON MI NUEVO CARACTER, NADA NUEVO TENGO QUE DECIROS, SEGUIRE CON VOSOTROS COMO ANTES; COMO ANTES, SUFRIRE CON VOSOTROS EL HAMBRE Y LA SED. COMO SIEMPRE PELEARE A VUESTRO LADO. COMO SIEMPRE EXIGIRE LEALTAD Y OBEDIENCIA, VALOR Y ABNEGACION. COMO ANTES OS OFREZCO, LLEGAR HASTA EL FIN Y COMO ANTES, POR UNICO PREMIO:
LA SATISFACCION DE LA DIGNIDAD PROPIA Y LA DE HABER CUMPLIDO CON EL DEBER. ANIMO, LA VICTORIA ESTA CERCA Y AHORA MAS QUE ANTES, ESTO SI; OS EXHORTO A QUE A TODOS LOS VIENTOS Y A TODA HORA SOLO SE OIGA NUESTRO GRITO DE GUERRA: ¡VIVA CRISTO REY! ¡VIVA LA VIRGEN DE GUADALUPE! ¡MUERA EL MAL GOBIERNO!
DIOS, PATRIA Y LIBERTAD.
LOS ALTOS, Jalisco, a 28 de octubre de 1928; Fiesta de CRISTO REY.
E. Gorostieta, Jr. 

## Repercusiones
El texto anuncia el nombramiento de jefes tanto civiles como militares por parte de La Liga para dar unidad a la acción libertadora y así formular el plan de manera concreta.  Anteriormente carecían de un Jefe Supremo y un plan bien definido, por lo que este texto es clave para entender porqué el número de sublevados ascendía y su distribución era cada vez mayor. Ante esta situación, la ofensiva del Estado fue un fracaso. La Iglesia no podía derrotar al Estado debido a su falta de recursos materiales y el Estado no podía derrotarla por estar dañado económicamente gracias a la rebelión.
Aunque los libertadores escaseaban de armas, organización y vestimenta, el General Gorostieta los llamó a organizarse y seguir luchando. Al quedar clara la imposibilidad de dominar la rebelión de los cristeros, el Estado trató de lograr un compromiso con la Iglesia, pero la causa principal de este compromiso fue para evitar que Vasconcelos y los cristeros hicieran una alianza ya que este era candidato a la presidencia.
Al incrementar las violencias los últimos años, Dwight Morrow, embajador estadounidense en México, hizo un plan para terminar con el conflicto ya que los intereses estadounidenses se veían afectados.
Morrow redactó el memorándum y fueron publicados los  arreglos, en los que la ley de Calles fue suspendida aunque no derogada, se otorgó amnistía a los rebeldes, se restituyeron las iglesias y la Iglesia pudo realizar nuevamente los cultos.